# زمین‌لرزه ۱۹۸۳ کلمبیا
زمین‌لرزه کلمبیا  در تاریخ ۳۱ مارس ۱۹۸۳ میلادی، برابر با ‎۱۱ فروردین ۱۳۶۲، ساعت ۱۳:۱۲:۵۲ به زمان یوتی‌سی در کلمبیا رخ داد. ژرفای این زلزله ۳۰٫۱ کیلومتر بود، و بزرگی آن ۵٫۶ در مقیاس Mw اعلام شده‌است. زمین‌لرزه به وقت محلی در روز پنج‌شنبه، ساعت ۸ روی داده و منطقه زمانی آن یوتی‌سی -۵ بوده‌است .
سازمان زمین‌شناسی آمریکا نیز رومرکز این زمین‌لرزه را در مختصات ۲°۲۷′۴۰″شمالی ۷۶°۴۱′۱۰″غربی / ۲٫۴۶۱°شمالی ۷۶٫۶۸۶°غربی و ژرفای آن را در ۲۲ کیلومتر گزارش کرده‌است. بزرگی برگزیدهٔ این سازمان از میان بزرگیهای محاسبه‌شدهٔ مختلف ۵٫۵ در مقیاس Mb بوده و از دید اثر، در میان چهار دسته‌بندی «نامحسوس»، «محسوس»، «زیان‌آور» یا «با تلفات»، زلزله را «با تلفات» اعلام کرده‌است.
پروژهٔ «تنسور گشتاور مرکزوار» زاویه‌های (راستا، شیب، ریک) گسل سازندهٔ زمین‌لرزه و صفحه عمود بر آن را (°۲۶، °۷۶، °۱۷۵) یا (°۱۱۷، °۸۵، °۱۴) و نوع گسل را «امتدادلغز» فرارسانده‌است.
شمار کشتگان زلزله حدود ۲۴۱ نفر بوده‌است و تعداد زخمیان ۱۵۰۰ نفر برآورده شده‌است.